# Phạm Văn Thông

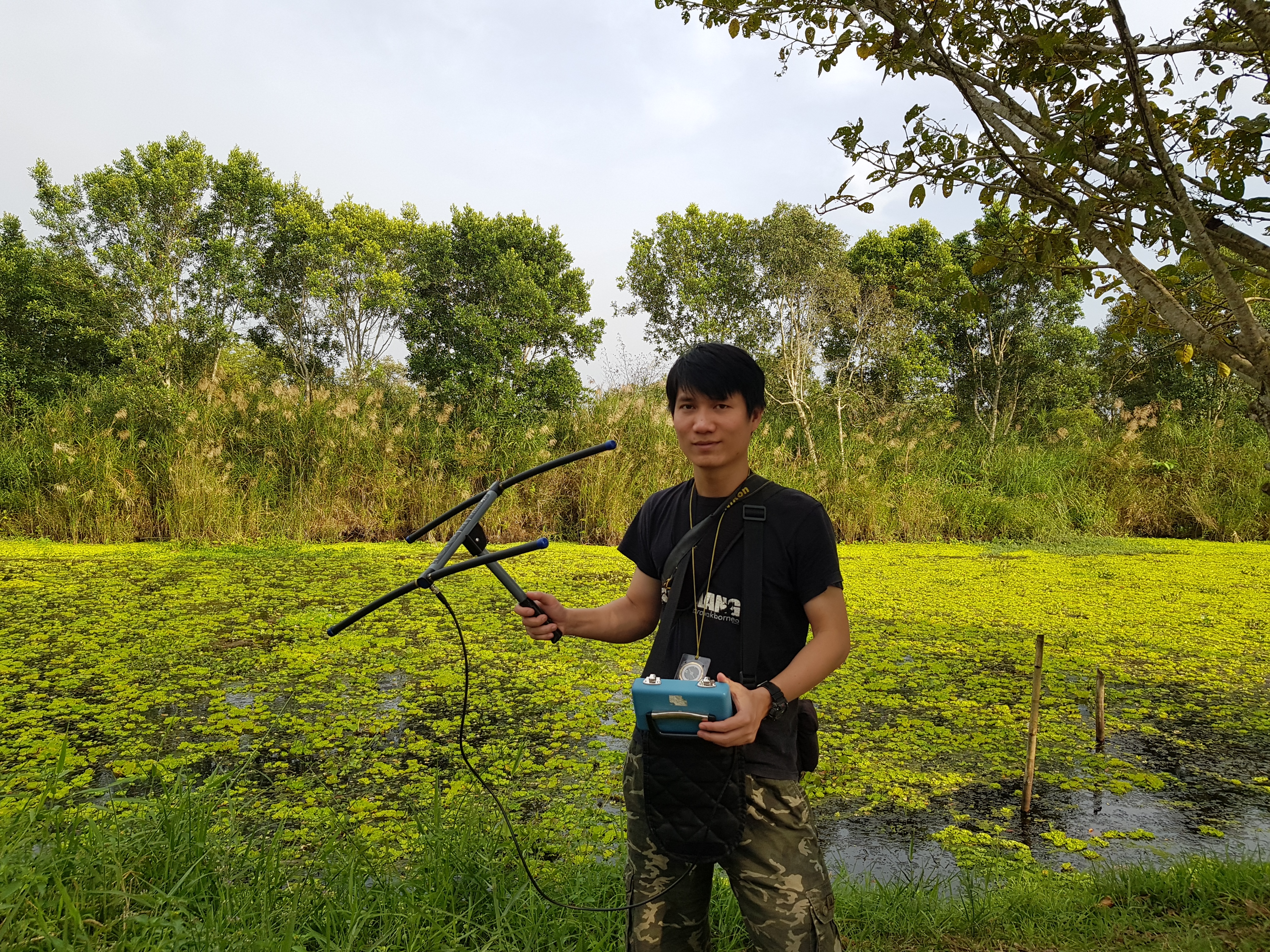
Phạm Văn Thông.

Phạm Văn Thông (sinh ngày 18 tháng 9 năm 1986) là một nhà nghiên cứu và bảo tồn động vật hoang dã tại Việt Nam. Anh đã làm việc cho nhiều tổ chức phi chính phủ ở Việt Nam với sứ mệnh bảo vệ các loài động vật hoang dã có nguy cơ tuyệt chủng như tê tê, thú ăn thịt nhỏ và các loài rùa. Tuy nhiên, Thông được biết đến nhiều hơn với vai trò là chuyên gia về rùa nước ngọt và rùa cạn .

## Tiểu sử
Thông sinh ra và lớn lên tại tỉnh Ninh Bình, Việt Nam. Cuộc sống gần gũi với núi rừng giúp anh hình thành một mối giao cảm mạnh mẽ với thiên nhiên và động vật từ khi còn rất nhỏ, và đó là nguồn cảm hứng bất tận được khơi dậy thôi thúc anh dành cả đời mình cho việc bảo tồn động vật hoang dã tại Việt Nam.
Thông theo học ngành kỹ sư Lâm nghiệp tại Đại học Lâm nghiệp Việt Nam trước khi tham gia vào lĩnh vực bảo tồn động vật hoang dã.

## Sự nghiệp
Từ năm 2009-2017: Thông bắt đầu làm việc với rùa nước ngọt và rùa cạn từ hơn 10 năm trước với tư cách là điều phối viên dự án bảo vệ loài rùa Hoàn Kiếm (Rafetus swinhoei)  tại Việt Nam. Đây là dự án thuộc Chương trình bảo tồn rùa châu Á (ATP) .
Trong quá trình làm việc tại Chương trình bảo tồn rùa châu Á, anh đã đi đến nhiều sông, hồ và những khu rừng ở khắp các tỉnh của Việt Nam để tìm kiếm loài rùa Hoàn Kiếm quý hiếm và những loài rùa bản địa khác của Việt Nam. Những thông tin, dữ liệu anh tìm được cung cấp cho các cơ quan chức năng, cơ quan quản lý, những tổ chức bảo tồn quốc tế có cái nhìn sâu, rộng về những loài rùa của Việt Nam. Từ đó, đưa ra những chiến lược bảo tồn phù hợp .
Ngoài ra, Thông còn tích cực hoạt động với vai trò là cán bộ truyền thông. Anh tổ chức những hoạt động tuyên truyền nhằm giáo dục nhận thức về việc săn bắt và tiêu thụ động vật hoang dã cho của cộng đồng địa phương cận các khu bảo tồn, đặc biệt là đối tượng học sinh, người dân bản địa quanh những khu vực có các loài động vật hoang dã sinh sống . Anh Thông tin vào sự ảnh hưởng của lớp trẻ và luôn nỗ lực nuôi dưỡng tình yêu thiên trong các em nhỏ.
Từ năm 2017-2018: Anh học thạc sỹ tại trường Đại học Lâm Nghiệp Việt Nam và có 6 tháng trao đổi học tập tại trường Đại Học Gottingen, Đức.
Từ năm 2018-2020: Anh làm việc cho Trung tâm cứu hộ và bảo tồn Rùa của Pháp (Tên tiếng anh: Turtle Sanctuary Conservation Center). Tại đây, anh tiếp tục quá trình điều tra nghiên cứu những loài rùa quý hiếm của Việt Nam. Cũng trong thời gian làm việc cho Trung tâm cứu hộ và bảo tồn Rùa, anh tham gia viết sách, báo và đã xuất bản nhiều bài báo và sách viết về những loài rùa cạn, rùa nước ngọt, các loài thú ăn thịt nhỏ và loài linh trưởng. Bên cạnh đó, nhờ có kiến thức chuyên môn và kinh nghiệm thực tế, Thông được tín nhiệm làm việc với các cơ quan chức năng tại Việt Nam và đã có nhiều đóng góp trong việc hoàn thiện những bộ luật về bảo tồn động vật hoang dã, trong đó có nghị định 06/2019/NĐ-CP, nghị định 160/2013/NĐ-CP..
Từ năm 2020 đến nay Thông đang công tác tại Trung tâm bảo tồn động vật hoang dã tại Việt Nam (Save Vietnam's Wildlife) với vai trò là nhà quản lý nghiên cứu và bảo tồn . Anh có vai trò trách nhiệm trong việc điều phối các hoạt động nghiên cứu các loài động vật như tê tê, thú ăn thịt nhỏ (các loài cầy: cầy vằn, cầy giông đốm lớn, cầy gấm, mèo cá và rái cá) ở khắp các khu bảo tồn và vườn quốc gia của Việt Nam.

## Hôn nhân và gia đình
Thông kết hôn với Lương Thị Thảo Nguyên, nhân viên lễ tân tại công ty Pricewaterhouse cooper (PWC) vào năm 2011 và đã có hai con. Con gái anh là Phạm Bảo Châu (2012) và con trai Phạm Minh Khôi (2019).
Giống cha mình, các con anh đều biết yêu thương động vật từ khi còn nhỏ. Chúng thường xuyên được nghe kể về những chuyến giải cứu của cha mình và hiểu rõ lý do cha chọn công việc đó. 
Anh Thông tin vào mối liên hệ chặt chẽ giữa thiên nhiên và con người. Việc anh dạy các con yêu thương, tôn trọng động vật cũng là để nuôi dưỡng lòng trắc ẩn của con đối với những người xung quanh.

## Thành viên các tổ chức bảo tồn
Hiện tại, Anh Thông là đại diện của Việt Nam với tư cách là chuyên gia về rùa cạn và rùa nước ngọt cũng như là thành viên của nhóm chuyên gia về tê tê quốc tế trong nhóm hoạt động của tổ chức bảo tồn thiên nhiên quốc tế IUCN / SSC [18]. Anh cũng là một thủ lĩnh thanh niên bảo tồn đa dạng sinh học của ASEAN 
Thời gian vừa qua, ngày 14 tháng 1 năm 2022 anh Thông được ghi nhận là một trong 13 cá nhân có đóng góp tích cực trong công tác bảo tồn động vật hoang dã quốc gia giai đoạn 2010-2020 và được trao tặng giấy khen của bộ Tài nguyên và môi trường [20]

## Ấn phẩm nổi bật
Thông đã xuất bản và đồng xuất bản một số bài báo và hai cuốn sách giúp nâng cao kiến thức về động vật hoang dã ở Việt Nam  . Đồng thời, Thông cũng đã có những phát triển về sự nghiệp nghiên cứu học thuật khi trở thành nhà phê bình báo cáo cho Tạp chí Bảo tồn Thiên nhiên (Journal of Nature Conservation, Elsevier) và người đánh giá đề xuất cho Chương trình Lãnh đạo Bảo tồn của nước Anh (CLP).